# Guillermo Ferrer García
Guillermo Ferrer García (Alacant, 8 d'octubre de 1975) és un ciclista valencià, que ha combinat tant la pista com la ruta.

## Palmarès en ruta
- 2001
  - Vencedor d'una etapa al Cinturó a Mallorca
  - Vencedor d'una etapa al Trofeu Diputació d'Alacant
  - Vencedor d'una etapa a la Volta a Alacant
- 2005
  - Vencedor d'una etapa al Trofeu Diputació d'Alacant
- 2011
  - 1r al GP Cuellar

## Palmarès en pista
- 1994
  -  Campió d'Espanya en Persecució per equips, amb Fernando Escoda, Iván Herrero i Santos González
- 1996
  -  Campió d'Espanya en Persecució per equips amb José Francisco Jarque, V. Calvo i Santos González
- 1997
  -  Campió d'Espanya en Madison, amb Iván Herrero
- 2001
  -  Campió d'Espanya en Persecució per equips amb Javier Carrión, D. Navarro i Cristóbal Forcadell
- 2002
  -  Campió d'Espanya en Persecució per equips amb Javier Carrión, Iván Díaz Boj i Cristóbal Forcadell
- 2003
  -  Campió d'Espanya en Madison, amb Javier Carrión